# Perama holosericea
Perama holosericea är en måreväxtart som först beskrevs av Charles Victor Naudin, och fick sitt nu gällande namn av John Julius Wurdack och Julian Alfred Steyermark. Perama holosericea ingår i släktet Perama och familjen måreväxter. Inga underarter finns listade i Catalogue of Life.